# サイト・ワーズ
サイト・ワーズ（英語: Sight Words）は、単語を一目見てすぐ認識、読めるようになることが推奨されている単語群を指す。サイト・ワードと記載されることが多い。
サイト・ワーズの単語群は、主に２種類の頻出単語で構成されている。「フォニックス」のルールに当てはまり、デコードによる解読が可能であるが、デコードを行わずに瞬時に読めるようになるべき単語と、標準的な音声的な綴りのパターンに従わない非音声的な「トリッキーワード(英：tricky words)」である。前者は、厳密にはまる覚えをせずとも、「フォニックス」を習得することで読み書きできる単語ではあるが、流暢な読み書きのためにまる覚えするように推奨されている。
サイトワーズは、英語ネイティブの子供向けの出版物の実に50％〜75％の単語がカバーされていると言われており、「フォニックス」と並行して学習することで、英語の流暢な読み書きにつながるとされている。

## 日本でのサイトワーズの扱い
英語ネイティブと同様の方法で「フォニックス」の学習において並行して教授する指導法と、「フォニックス」の学習を導入する前に「サイト・ワーズ」の学習のみを単独で行う指導法がみられる。 

## サイト・ワーズのリスト
よく使われるサイト・ワーズに、1940年代にエドワード・ドルチ博士がまとめた「ドルチ・ワード・リスト」（Dolch Word List） 、1950年代にエドワード・フライ博士がまとめた「フライ・ワード・リスト」（Fry Word List） がある。
ドルチ・ワード・リストは、名詞は生活様式によって違うことを考慮し、基本は名詞以外を集めた単語集であり、フライ・リストはドルチ・リストを発展させたものである  。なお、ドルチ・ワード・リストには、95の名詞の単語を入れた全315単語とするリストも存在する。
ドルチ・ワード・リストは、95の名詞の単語と220の単語を合わせた315単語をカバーしており、主にネイティブでは幼児〜小学生2年生にかけて習得することが一般的である。一方フライ・ワード・リストは、前述のように、ドルチ・ワード・リストを発展させたものであり、全部で1000単語でありネイティブの小学校卒業時までに習得すべき頻出単語が含まれている。フライ・ワード・リストは、サイト・ワーズのリストとして広く知られているが、厳密には、サイトワード以外の頻出単語を多数含むため、英語圏ではハイ・フリークエンシー・ワード（英：high frequency words）とも呼ばれる。

## サイト・ワーズの指導方法
サイト・ワーズは原則として、フォニックスの学習と並行して行うことが推奨されている。フォニックスの最初のフォニックス音読みを習得した頃から、徐々にインプットを開始する。英語ネイティブの子供あってもまる覚えによる記憶が必要となるため、日々、短時間の反復練習を行うことが推奨されている。

## 参照項目
- 早期英語教育
- 就学前教育